# مفتاح هروب

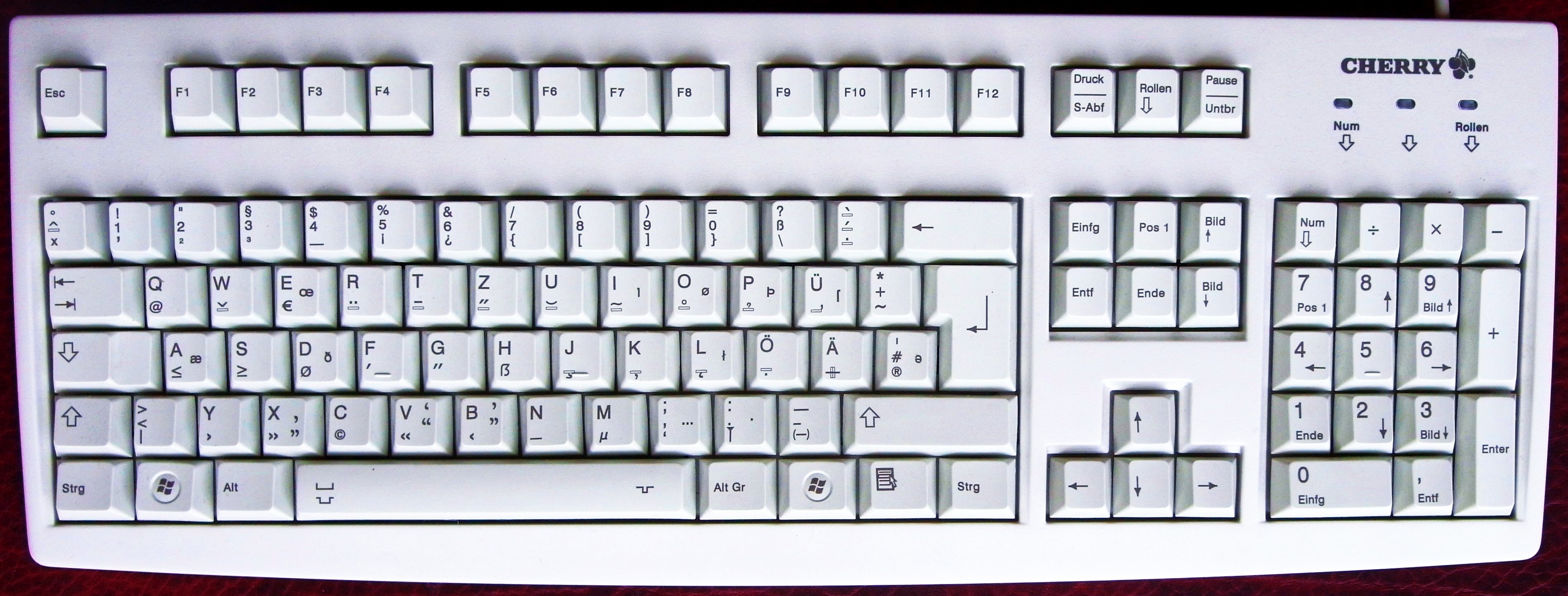
لوحة مفاتيح الكمبيوتر مع مفتاح Esc في الزاوية العلوية اليسرى

مفتاح الهروب هو أحد مفاتيح التبديل الوظيفية الموجودة على لوحة المفاتيح، يُرمز له "Esc" Esc التي تمثل الأحرف الثلاث الأولى من اسمه في اللغة الإنجليزية Escape key في سلسلة المعايير الدولية ISO/IEC9995) هو مفتاح يستخدم لإنشاء رمز الهروب (والذي يمكن تمثيله كرمز ASCII 27 في النظام العشري، الترميز الموحد U+001B ، أو Ctrl+[). غالبًا ما يتم تفسير حرف الهروب، عند إرساله من لوحة المفاتيح إلى الكمبيوتر، بواسطة البرنامج على أنه «توقف»، وعند إرساله من الكمبيوتر إلى جهاز خارجي (بما في ذلك العديد من الطابعات منذ الثمانينيات، ومحطات الكمبيوتر ووحدات تحكم لينكس، على سبيل المثال) يمثل بداية تسلسل الهروب لتحديد أوضاع التشغيل أو الخصائص بشكل عام.

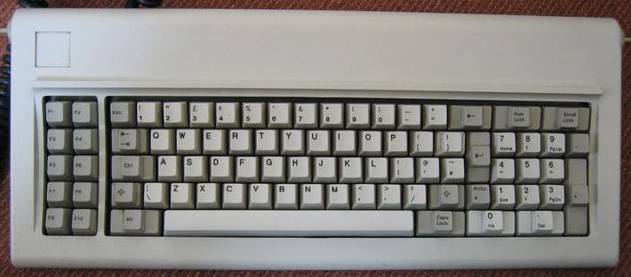
لوحة مفاتيح IBM 83-key (1981) ، مع Esc في الزاوية العلوية اليسرى من القسم الأبجدي الرقمي